# عبد القادر مصطفى عبدالله سطيح
عبد القادر مصطفى عبدالله سطيح (مواليد 17 أكتوبر 1971 – رام الله) هو أكاديمي ومؤرخ فلسطيني متخصص في التاريخ العثماني، يشغل منصب مدير المركز الثقافي التركي «معهد يونس أمره» في رام الله منذ عام 2017.

## السيرة الذاتية
وُلد عبد القادر سطيح في مدينة البيرة عام 1971، وتلقى تعليمه في مدارس محافظة رام الله والبيرة. تابع دراسته الجامعية في جامعة القدس، ثم حصل على درجة الماجستير من جامعة بيرزيت، قبل أن ينال الدكتوراه في التاريخ الحديث من جامعة مرمرة في إسطنبول عام 2016، متخصصًا في التاريخ العثماني لفلسطين، لا سيما القدس.
شغل مناصب متعددة في وزارة التربية والتعليم الفلسطينية، منها إدارة مدرسة حتى عام 2016. ومنذ 2017 تولّى إدارة مركز «يونس أمره» الثقافي التركي في رام الله، ويشغل كذلك منصب نائب رئيس تحرير مجلة "دراسات فلسطينية" الصادرة في أنقرة. ساهم أيضًا في الكتابة في الموسوعة التركية، ويُعتبر من الأصوات البحثية المعروفة في مجال الوثائق العثمانية المتعلقة بفلسطين.
يتقن اللغة التركية والعثمانية، وعمل ميدانيًا في أرشيف الدولة العثمانية في إسطنبول، مما أتاح له الاطلاع المباشر على وثائق غير متداولة عربيًا. ألّف وشارك في تأليف عدة كتب، منها: القدس العثمانية: دراسة في التطورات الإدارية، وأطلس أسماء الأماكن في فلسطين العثمانية. نُشرت أعماله بعدة لغات، أبرزها: العربية، التركية، والإنجليزية.

## المناصب
- معلم في وزارة التربية والتعليم الفلسطينية (1995–2006).
- مدير مدرسة حكومية (2007–2016).
- مدير معهد يونس أمره فرع رام الله (2017–الآن).
- نائب رئيس تحرير مجلة "دراسات فلسطينية"

## الاهتمامات البحثية
يركز على:
- الإدارة العثمانية في القدس.
- الوثائق العثمانية المتعلقة بفلسطين.
- تطور البنية الإدارية في القرن الثامن عشر.

## المؤلفات

### كتب منشورة
- القدس العثمانية (1700–1757): دراسة في التطورات الإدارية –
- A Handbook of Ottoman Palestine Place Names and Atlas (1516–1917) –
- دير قديس: التاريخ، الأرض، الإنسان –
- لواء القدس –

### أبحاث أكاديمية مختارة
- الدولة العثمانية والقوى المحلية في سنجق القدس في النصف الأول من القرن الثامن عشر
- فلسطين من نيابات مملوكية إلى ولاية القدس العثمانية (1516–1517)
- التأثيرات العثمانية في المطبخ الفلسطيني
- العلماء الوافدون للتدريس في القدس خلال القرن الثامن عشر
- أمن قافلة الحج الشامي (1700–1725) وسناجق الشام الجنوبية
- قاضي محكمة القدس والمسجد الأقصى – السجل (69)
- درغوت باشا في المصادر المغربية المحلية
- العلاقة بين سكان جنين والجليل أواخر العهد العثماني
- الوثائق العثمانية في الأراضي الفلسطينية
- الفلسطينيون في الثورة العربية
- مشاريع الاستيطان الأجنبي في سنجق عكا أواخر العهد العثماني
- العلاقة بين الجمعيات العربية القومية والثورة العربية 1916 وفلسطين
- العلاقة بين المركز والأطراف في سنجق القدس خلال القرن 18
- نسب عائلة سطيح في فلسطين

## اللغات
- العربية (لغة أم)
- التركية
- التركية العثمانية
- الإنجليزية

## الروابط الخارجية
- صفحة عبد القادر سطيح على Academia.edu
- Palestine Book Awards
- Türkiye Mezunları Portal